# Xã Calhoun, Quận Cheyenne, Kansas
Xã Calhoun (tiếng Anh: Calhoun Township) là một xã thuộc quận Cheyenne, tiểu bang Kansas, Hoa Kỳ. Năm 2010, dân số của xã này là 36 người.